# Messing
| Eigenschaften von Messing                             |                                                                                  |
| Gefügeschliffbild von gewalztem und geglühtem Messing |                                                                                  |
| chemische Zusammensetzung                             | CuZnx Technisch: CuZnX, wobei X = Zinkgehalt in Prozent                          |
| Farbe                                                 | Goldgelb; mit steigendem Zinkgehalt heller werdend                               |
| Schmelzintervall                                      | - 1050–1065 °C (CuZn5) - 902–920 °C (CuZn37) mit steigendem Zinkgehalt sinkend   |
| Dichte                                                | 8,41 g/cm³ (CuZn40) bis 8,86 g/cm³ (CuZn5)                                       |
| elektrische Leitfähigkeit                             | 33·106 S/m (CuZn5) bis 15,5·106 S/m (CuZn37) (mit steigendem Zinkgehalt sinkend) |
| Spezifische Wärmekapazität                            | etwa 377 J/(kg·K) (legierungsabhängig)                                           |
| Wärmeleitfähigkeit                                    | 111 W/(m·K) bei 20 °C                                                            |
| Linearer thermischer Ausdehnungskoeffizient           | 18,5·10−6/K bei 20 °C (CuZn30)                                                   |
| Mechanisch                                            |                                                                                  |
| Zugfestigkeit                                         | 310 bis 460 MPa (N/mm²)                                                          |
| Dehngrenze                                            | 120 bis 420 MPa (N/mm²)                                                          |
| Elastizitätsmodul                                     | 78 bis 123 GPa (kN/mm²)                                                          |
| Poissonzahl                                           | 0,37                                                                             |
| Torsionsmodul                                         | 37 GPa (kN/mm²)                                                                  |
| Schallgeschwindigkeit                                 | 4430 m/s                                                                         |

Messing ist eine Kupferlegierung mit Massenanteilen von mindestens 50 % Kupfer und bis zu etwa 40 % Zink. Weitere Metalle können in geringeren Anteilen hinzugefügt werden, um den Guss- oder Knetlegierungen bestimmte Eigenschaften zu geben. Aus Messing hergestellte Gegenstände haben eine messing(e)ne (von mittelhochdeutsch messīn ‚aus Messing hergestellt‘, ‚Messing-‘) Farbe.
Die Farbe von Messing wird vom Kupfer-Zink-Verhältnis bestimmt: Bei einem Massenanteil bis zu 20 % Zink ist Messing bräunlich bis bräunlich-rötlich, bei über 36 % hellgelb bis annähernd weißgelb. Die Verarbeitungseigenschaften von Messing werden durch zugesetzte Anteile von Blei oder Zinn wesentlich beeinflusst, die Korrosionseigenschaften durch Nickel. Typische Gusslegierungen sind Gelbguss und Rotguss mit weiterem Legierungsmetall Blei.
Wenn der Massenanteil von Zink gering ist und ein anderes Metall zum zweiten Hauptbestandteil der Kupferlegierung wird, heißt die Legierung nicht Messing, sondern Bronze (Zinn), Neusilber (Nickel), weißer Tombak (Arsen) oder Siliciumtombak (Silicium).

## Eigenschaften
Messing ist etwas härter als reines Kupfer, jedoch nicht so hart wie Bronze. Der Schmelzpunkt liegt niedriger als der von Bronze und verringert sich mit steigendem Zinkanteil. Ein die Qualität der Gussstücke herabsetzender Gasgehalt der Schmelzen ist im Gegensatz zu Kupfer oder Aluminium nicht gegeben. Der bei Temperaturen um 900 °C vorhandene Dampfdruck des Zinks wirkt gleich einer Spülentgasung. Das austretende Zink wird an der Luft sofort zu feinflockigem Zinkoxid, das als Zinkrauch beim Vergießen stört und zudem beim Einatmen gesundheitsschädlich ist (Metalldampffieber). Eine schützende Abdeckung mittels geeigneter Gemische wirkt dem entgegen.
Messing ist amagnetisch, wird also im Allgemeinen durch magnetische Felder nicht beeinflusst, und schlägt keine Funken. Daher wird es für spezielle Werkzeuge verwendet.
Im Gegensatz zu Stahl und vielen Aluminiumlegierungen ist Messing durch Wärmebehandlung nicht aushärtbar. Die erzielbaren Festigkeitswerte werden von der Legierungszusammensetzung bestimmt.
Bei Zinkgehalten bis zu einem Massenanteil von max. 37 % sind die Legierungen kalt verformbar, da nur die Alpha-Phase vorliegt (Knetlegierungen). Mit zunehmendem Massenanteil an Zink tritt die Beta-Phase auf, und es ist nur Warmverformung bei > 600 °C möglich.

## Etymologie und Geschichte

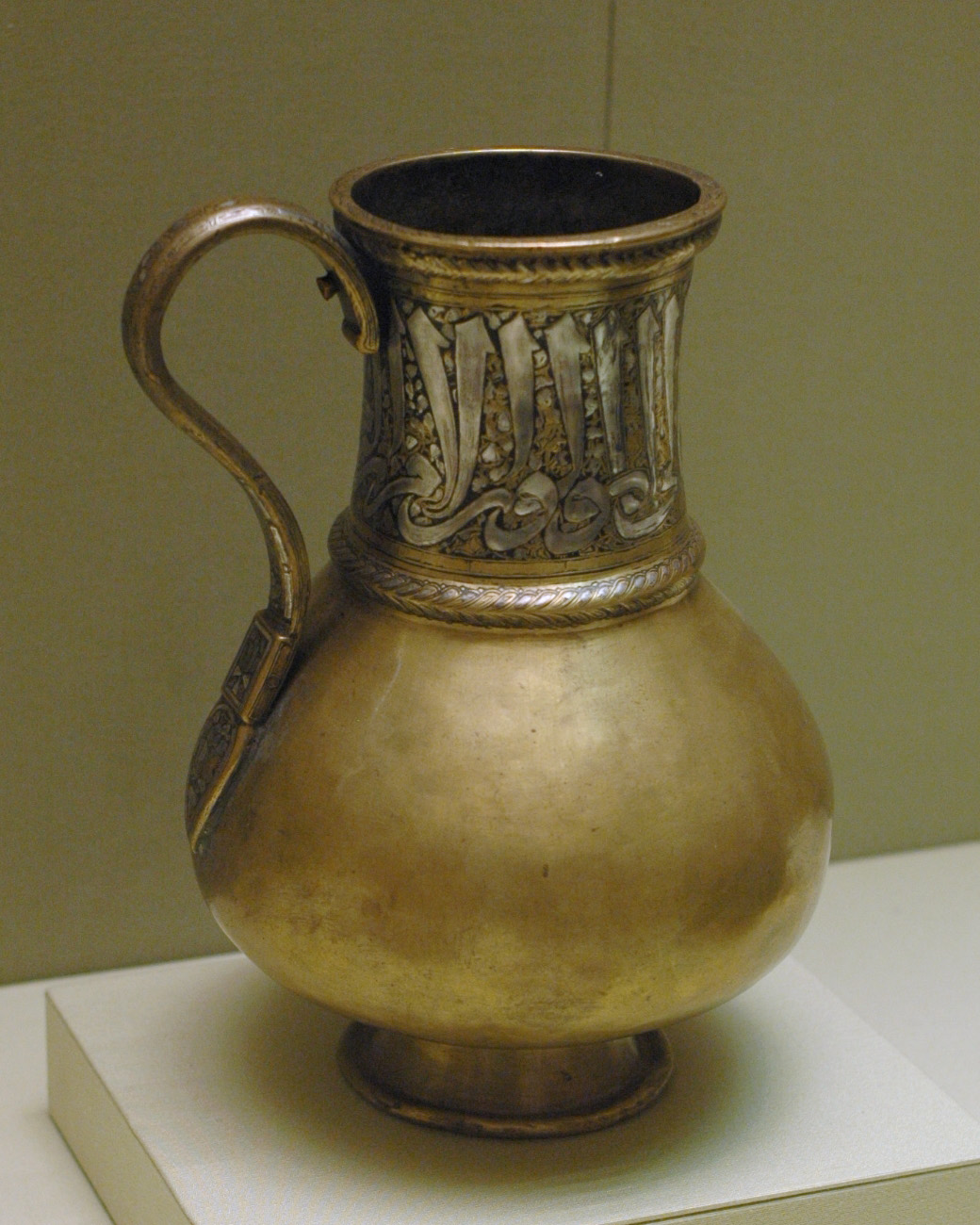
Messingkrug (14. Jahrhundert) aus Ägypten

Der Ursprung des Wortes Messing (mittelhochdeutsch messinc) ist nicht völlig klar, wogegen die Legierung wegen ihres goldähnlichen Aussehens schon Aristoteles (384–322 v. Chr.) bekannt war. Einige Erklärungen führen die Bezeichnung noch weiter auf ein Volk in der Kolchis zurück, das Mossynoiken (Holzturm-Bewohner) genannt wurde, andere sehen die Verwandtschaft zum lateinischen massa und meinen damit einen Metallklumpen auf dem offenen Herd. Messing verbreitete sich als Sammelbezeichnung für Legierungen auf Basis Kupfer/Zink. Größere Bekanntheit erlangten dabei die Tombake, Kupfer-Zinklegierungen mit Kupfergehalten von stets >80 %. Die Bezeichnung soll auf das malaiische tembaga ‚Kupfer‘ zurückgehen.
Schriftliche Zeugnisse über den Gebrauch von Messing liefert uns zwar unter anderen Cicero, der sich in seinem De officiis darüber beklagte, dass die Unmoral vieler Händler sie Messing anstelle von Gold verkaufen ließe. Unter anderem durch die Naturalis historia Plinius des Älteren ist die Verwendung des Wortes Oreichalkos (Aurichalkum) für Messing gebräuchlich. Ebenfalls durch Plinius den Älteren überliefert ist die Herstellung von Messing aus den Komponenten Kupfer und dem zinkhaltigen Mineral Galmei (Smithsonit, auch edler Galmei Zn[CO3]) sowie dem zur Reduktion des Galmei zugesetzten, angefeuchteten Kohlenstaub. Man vermengte diese Bestandteile und setzte das Gemenge in mehrere Schmelztiegel – meist sieben bis neun pro Brennofen – ein. Das Gemenge wurde dann bis auf Schmelztemperatur (> 900 °C) erhitzt. Durch dieses etwa 12 Stunden dauernde, heute als Zementation bezeichnete Verfahren entstand Rohmessing, auch Arco genannt, das für einen zweiten Schmelzvorgang zusammengeschüttet wurde, um Menge und Qualität zu erhöhen. Dies galt zu jener Zeit sowohl für die griechische Antike als auch im römischen Reich – und das ohne genauere Kenntnis der jeweils goldähnlichen Legierungszusammensetzung.
Die Römer praktizierten zwischen dem 1. und 4. Jahrhundert n. Chr. das von Plinius beschriebene Verfahren der Messingherstellung auch in den von ihnen besetzten Gebieten Germaniens.

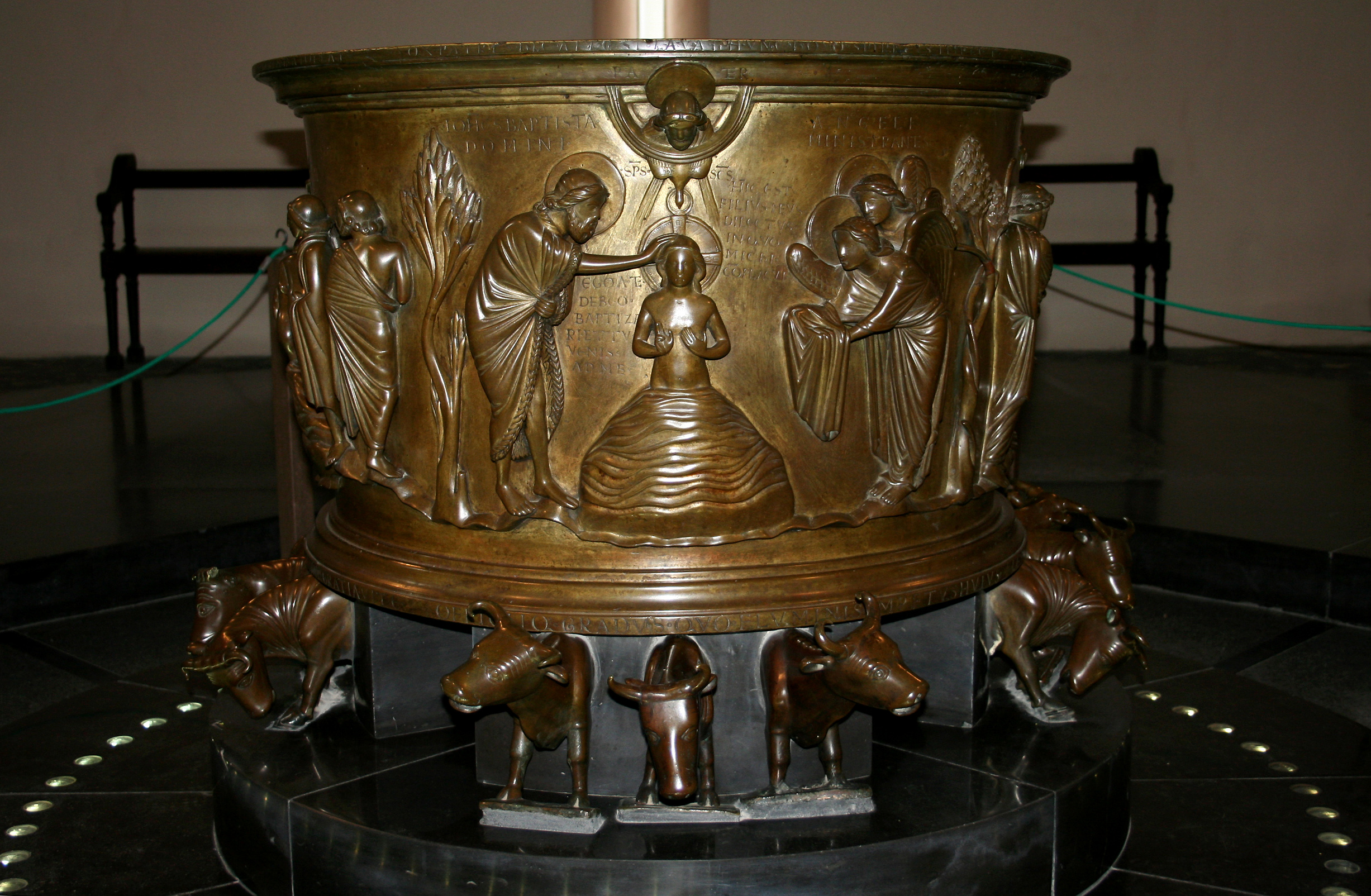
Reiner von Huy: Taufbecken, Gelbguss, 1107–1118,
St. Bartholomäus in Lüttich

Zentren der mittelalterlichen Verarbeitung von Messing (Gelbguss oder Rotguss) waren das Maastal, Flandern, Brabant und Aachen. Im Maastal gab es Lagerstätten von Galmei, das man dort mit importiertem Kupfer zu Messing verarbeitete, so dass man alle aus dieser Gegend stammenden Produkte seit dem 14. Jahrhundert nach dem Hauptort Dinant als Dinanderie bezeichnete.
Berühmte, oft figürlich geschmückte Güsse der romanischen Zeit sind manchmal aus Messing (auch wenn das Material häufig als Bronze angesprochen wird, von der es äußerlich nicht immer leicht zu unterscheiden ist): Das Taufbecken des Reiner von Huy in Lüttich (1107–1118), der Cappenberger Kopf oder der Leuchter im Mailänder Dom (um 1200) gehören dazu, ferner zahlreiche kirchliche Ausstattungsobjekte: Lavabokessel und Becken, Kannen und Aquamanilien, Weihwassereimer und Weihrauchkessel, Lesepulte, gravierte Grabplatten (Niederlande, England), Kronleuchter, später im profanen Bereich auch Kannen, Schüsseln und anderes Hausgerät.
Seit dem späteren Mittelalter kommen auch aus Blech getriebene Gefäße häufiger vor, zunächst die Beckenschlägerschüsseln des 15. und vor allem 16. Jahrhunderts, später auch alle möglichen Arten von Haushaltsgeräten wie Kannen, Kessel, Rechauds, Tabakdosen, Bettpfannen, Waagen, Leuchter, Tabletts, Rähmchen, Beschläge und vieles andere. Aus Messingguss dagegen wurden in vorindustrieller Zeit neben Beschlägen aller Art zum Beispiel Tischleuchter, Gewichte, Tischglocken, Mörser, Zapfhähne, Türklopfer oder wissenschaftliche und nautische Instrumente hergestellt.

## Legierungsbildung
Kupfer kristallisiert im kubischen Kristallsystem mit kubisch-flächenzentrierter Struktur (Kristallklasse: hexakisoktaedrisch {\displaystyle 4/m\ {\bar {3}}\ 2/m}). Sein Schmelzpunkt liegt bei 1083,62 °C (Siedepunkt: (2927 °C) und seine Dichte bei 8,96 g/cm³.
Zink kristallisiert dagegen im hexagonalen Kristallsystem mit hexagonal-dichtester Packung (Kristallklasse: dihexagonal-dipyramidal {\displaystyle 6/m\,2/m\,2/m}) und schmilzt bereits bei 419,53 °C. Selbst sein Siedepunkt liegt mit 907 °C noch deutlich unter dem Schmelzpunkt von Kupfer. Die Dichte des Zinks ist allerdings mit 7,14 g/cm³ der des Kupfers relativ ähnlich.
Trotz der großen Unterschiede in Bezug auf Schmelzverhalten und Kristallaufbau sind Kupfer und Zink in der Lage, Mischkristalle, genauer Substitutionsmischkristalle zu bilden. Da aber Zink einen etwas größeren Atomdurchmesser hat, wird die Elementarzelle des Kupfers durch die eingebauten Zinkatome verzerrt und verspannt, was die Ursache der größeren Härte des Messings gegenüber dem reinen Kupfer ist.
Auch das schmelzflüssige Legieren der beiden Metalle bereitet trotz der weit auseinanderliegenden Schmelzpunkte keine allzu großen Schwierigkeiten. Es muss lediglich darauf geachtet werden, dass die Schmelze nicht überhitzt und möglichst schnell nach Erreichen der Gießtemperatur verarbeitet wird, um unkontrollierten Zinkabbrand zu vermeiden.
Zusätzlich muss die Schmelzoberfläche abgedeckt werden, um eine übermäßige Oxidation durch Aufnahme von Luftsauerstoff zu verhindern. Geeignete Abdeckmittel sind unter anderem trockener Quarzsand, Holzkohle und gestoßenes Glas. Holzkohle hat zudem in trockenem und gut verkoktem Zustand den Vorteil, Zinkabbrand effektiv zu verhindern.

## Phasen und Strukturen

Phasendiagramm von Kupfer-Zink-Legierungen

Zink ist in Kupfer aufgrund der unterschiedlichen Kristallsysteme nur begrenzt löslich. Technisch verwendbare Messinge enthalten zwischen 5 und maximal 45 Prozent Zink.
Zink löst sich ohne Änderung der Struktur in festem Kupfer bis zu einem maximalen Anteil von 32,5 % und bildet mit diesem einen kubisch-flächenzentrierten (kfz) Substitutionsmischkristall, der als α-Phase oder α-Messing bezeichnet wird. Die Soliduslinie sinkt im Bereich der reinen α-Phase von 1083,62 °C (0 % Zn) bis 902 °C (32,5 % Zn).
Im Bereich von Massenanteilen zwischen 32,5 % und 36,8 % Zink entsteht neben der α-Phase auch eine β-Phase, die im kubisch-raumzentrierten (krz) Gitter erstarrt. Bis etwa 37 % Zink wandelt sich die β-Phase bei tieferen Temperaturen allerdings wieder in die α-Phase um.
Legierungen mit Massenanteilen von etwa 50 % Kupfer und 50 % Zink kristallisieren entweder in der β-Phase oder der β'-Phase: Bei Temperaturen unter 468 °C ist die β'-Phase stabil, bei der acht Kupferatome jeweils acht Zinkatome umgeben und dabei die Caesiumchlorid-Struktur einnehmen. Oberhalb 468 °C, in der β-Phase, verteilen sich die Atome statistisch auf Gitterplätze eines kubisch raumzentrierten Gitters.
Oberhalb von Massenanteilen 50 % Zink treten weitere intermetallische Hume-Rothery-Phasen auf, die γ-, δ- und ε-Phasen. Ab einem Zinkgehalt von 97,25 % ist die hexagonale Struktur des Zinks möglich. Da die γ-Phase allerdings durch extreme Sprödigkeit ausgezeichnet ist, sind solche Legierungen technisch unbrauchbar.

## Messingsorten
Die gängigen Messingsorten unterscheiden sich durch ihren Zinkanteil, der in der Bezeichnung in Prozent angegeben wird. In der Praxis enthalten alle Messinglegierungen aber mindestens 58 Prozent Kupfer, da sie unterhalb davon spröde werden und schlecht zu verarbeiten sind.
Für Gussteile gilt die Sammelbezeichnung Gussmessing. Meistverwendet ist die Legierung CuZn37, deren Zink-Massenanteil 37 % beträgt. Die frühere Nomenklatur sah die Bezeichnung Ms und nachgesetzt den Kupferanteil vor, hier also Ms 63.
Messing kann bis zu 3 % Massenanteil Blei enthalten. Mit deutlich höherem Bleigehalt gehört die Legierung dann bereits zur Kategorie der Sondermessinge, die auch noch andere Elemente enthalten können.
Die Legierung CuZn30 weist von allen Messingsorten die beste plastische Verformbarkeit auf. Da aus ihr in der Vergangenheit wegen ihrer hohen Bruchdehnung häufig Kartuschen für Artilleriegeschosse hergestellt wurden, nennt man diese Legierung umgangssprachlich auch Kartuschmessing.

### Tombak

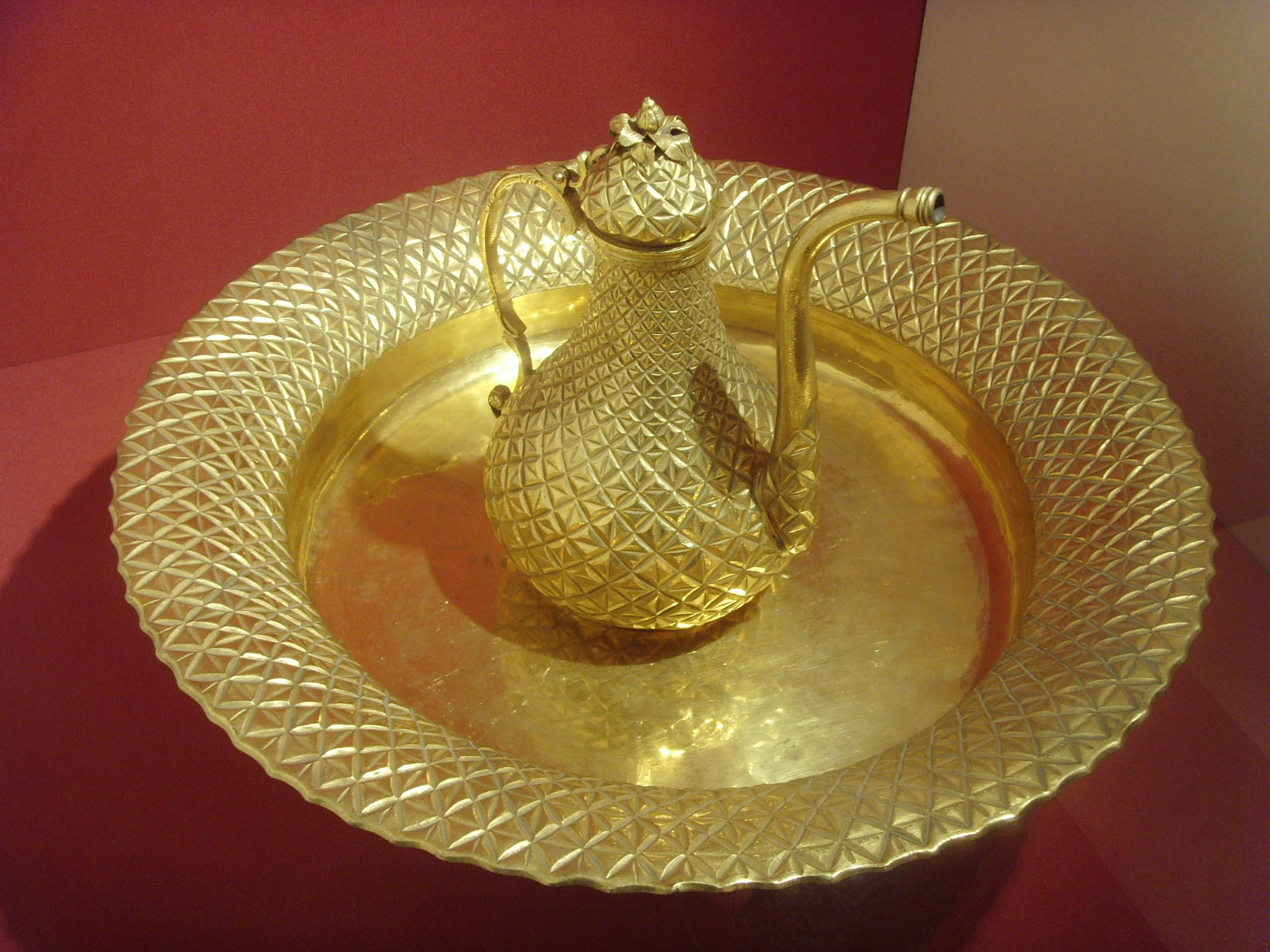
Osmanische Wasserkanne (Ibrik) von 1870 aus Tombak, Museum für türkische und islamische Kunst

Als Tombak werden Messingsorten mit mehr als 67 % Massenanteil Kupfer bezeichnet. Tombak wird überwiegend für kunstgewerbliche Zwecke eingesetzt und je nach Kupfergehalt unter dem Handelsnamen Rottombak (90 % Cu), Gold- oder Mitteltombak (85 % Cu) und Gelbtombak (72 % Cu) geführt. Die bis 2001 geprägten 5- und 10-Pfennigmünzen der DM-Zeit bestanden aus mit Tombak plattiertem Stahl. Weitere Verwendung findet Tombak als Geschossmantel von Pistolen- und Gewehrprojektilen, wo es den inneren, weicheren Bleikern umhüllt.
Nicht zu den Tombaken, sondern zu den vielfältigen Sondermessingen gehört Siliziumtombak. Das als Weißer Tombak bezeichnete Weißkupfer ist keine Kupfer-Zink-, sondern eine Kupfer-Arsen-Legierung, also keine Messingsorte, sondern eine (Arsen-)Bronze.

### Goldmessing
Eine Reihe von Blechblasinstrumenten werden gerne aus Goldmessing (eigentlich Goldtombak) gefertigt und werden mitunter galvanisch versilbert.

### Tafelmessing
Tafelmessing wird in der Uhrenfabrikation für aus Blechen gestanzte Zahnräder und andere Teile verwendet. Dekorationselemente, auch klassischer militärischer Art (Helme, Brustpanzer), wurden ebenfalls aus Tafelmessing gefertigt. Vor dem Aufkommen kleinkalibriger Hochgeschwindigkeitsmunition diente es außerdem zum Plattieren der Stahlmantelgeschosse für Gewehre und Pistolen, da es in gezogenen Läufen dem Geschoss besseren Drall verlieh. In der Schmuckherstellung wurde Tafelmessing als Goldersatz benutzt.

### Talmigold
Die als Talmigold für billigen Schmuck verwendete Legierung ist kein Gold-Tombak, sondern eine Rotgusslegierung aus Kupfer, Zink, Zinn und Blei, die vergoldet wird, zum Beispiel als Oxidationsschutz (Gold läuft nicht an) oder um Käufer zu täuschen.

### Gelbguss
Als Gelbguss wurden früher für Formguss verwendete Legierungen mit 56 bis 80 Prozent Kupfer bezeichnet und damit die Abgrenzung gegenüber Rotguss und Bronze klargestellt. Die Gelbgießer hatten sogar eine eigene Zunft.
Kupfergehalte von 58 % bis 60 % grenzen das Gebiet der sogenannten Messingknetlegierungen von dem der Gusslegierungen ab. Den Knetlegierungen zugerechnet sind die industriell bedeutenden bleihaltigen Zerspanungsmessinge (auch Automatenmessing genannt). Sie weisen eine andere Kristallgitterstruktur (krz und nicht mehr kfz) auf als Messing mit einem Zn-Gehalt von bis zu 38,95 % und können Blei in feinen Tröpfchen als Spanbrecher enthalten. Das Blei löst sich nicht im Kristallgitter, sondern liegt als fein dispergierte Phase vor. Die Bleigehalte variieren zwischen 0,5 % und max. 3,5 %. Je mehr Blei enthalten ist, desto besser lässt sich der Werkstoff zerspanen, desto feinere Späne fallen an. Mehr als 3,5 % Bleigehalte verbessern die Zerspanbarkeit nur noch geringfügig, bringen aber Probleme beim Erschmelzen der Legierung.

### Sondermessing
Legierungen auf Kupfer-Zink-Basis, denen noch weitere Legierungselemente zugeführt werden (Blei > 3 %, Silicium, Eisen, Nickel, Mangan oder Aluminium), werden als Sondermessing bezeichnet. Eine allgemein bekannte Kupfer-Zink-Nickel-Legierung ist Neusilber. Die Sondermessingtype mit der größten konstruktionstechnischen Relevanz ist Siliziumtombak; hohe Festigkeitswerte und gute Gießbarkeit im Schwerkraftkokillen- und Druckguss machen die Legierung für Serien- bzw. Massenfertigung von Konstruktionsteilen geeignet.

### Weitere Messingsorten
Weitere Messingsorten siehe: Chrysorin, Cuivrepoli, Deltametall, Duranmetall, Nordisches Gold, Prinzmetall (volksetymologisch umgestaltet aus Bronze), Rauschgold, Platine, Muntzmetall (yellow metal), Potin jaune

## Messing als Mineral
Von der International Mineralogical Association (IMA) sind zurzeit (Stand: 2011) mit Zhanghengit (β-Messing) und Danbait (CuZn2) zwei Kupfer-Zink-Legierungen als eigenständige Minerale anerkannt. In der von der IMA verwendeten 9. Auflage der Systematik der Minerale nach Strunz sind sie in die Mineralklasse der Elemente und dort in die Abteilung der Metalle und intermetallische Verbindungen eingeordnet. Sie gehören dort zusammen mit den ohne Prüfung durch die IMA veröffentlichten Mineralen (N) α-Messing, β'-Messing, γ-Messing, ε-Messing, η-Messing, Tongxinit und Zinkcopperit zur Messing-Gruppe mit der System-Nr. 1.AB.10 innerhalb der Zink-Messing-Familie.

## Bearbeitung
Messing lässt sich gut mechanisch bearbeiten. Für spanabhebende Bearbeitung wie Sägen, Drehen, Fräsen, Bohren, eignet sich besonders Automaten-Messing mit einem Kupferanteil 58 % und  einem Bleizusatz von 1–3 %. Verwendet werden Werkzeuge mit kleinem Spanwinkel, für Ms 58: 0–5°, für Ms 73: 5–15°, bei Schnittgeschwindigkeiten bis 70 m/s bei Schnellschnittstahl-Werkzeugen und bis 600 m/s bei Hartmetall-Werkzeugen. Messing lässt sich auch gut schleifen, polieren und hochglanzpolieren.
Die Kaltverformbarkeit von Messing wird umso besser, je höher der Kupfergehalt ist. Die durch Biegen, Treiben, Drücken und Tiefziehen entstandene Härte kann durch Glühen bei etwa 600° beseitigt werden. Abschrecken mit Wasser hat keine Bedeutung.

## Oberflächenbearbeitung
Schon durch Drehen und Fräsen lässt sich eine spiegelglatte Oberfläche erzielen. Polieren kann den Glanz noch verbessern. Messing wird auch oft gebürstet.
Brünieren (bräunen) von Messing ist eine Oberflächenbehandlung mit Essigessenz. Die Werkstücke werden getaucht oder mit einem Pinsel benetzt. Dabei entsteht durch chemische Verwandlung des Messings eine dünne Konversionsschicht. Diese Schicht schützt das Metall. Brünieren dient auch zur visuellen Aufwertung von Gegenständen, beispielsweise, um ein antikes Aussehen zu erzeugen, beispielsweise bei Möbelbeschlägen und Schrauben.

## Anlaufen und Grünspan
Messing läuft an und wird matt und bräunlich (Oxidation). Ein Hausmittel zum Entfernen ist ein Brei aus Zitronensaft und Salz oder Natron als schonendes Schleifmittel. Gegen Anlaufen schützt eine Lackierung mit Zaponlack. Wie an allen Kupfermaterialien bildet sich Grünspan durch Kontakt mit Kohlendioxid und Schwefeldioxid aus der Luft. Entfernt werden kann Grünspan durch Tränken mit Petroleum und Abreiben.

## Verwendung

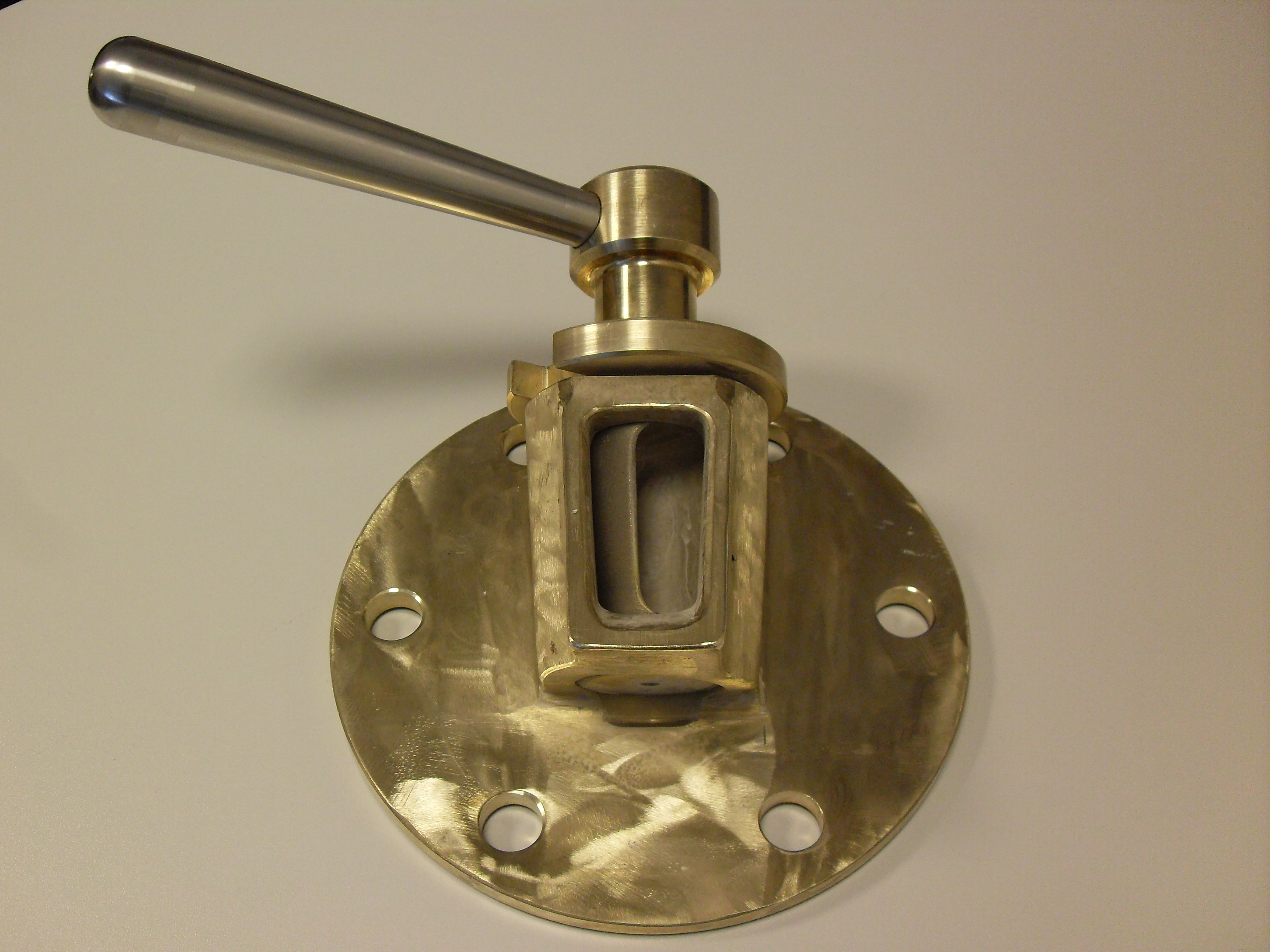
Probenehmer für die Zuckerindustrie aus Messing mit Edelstahlgriff

Solange man rein empirisch Kupfer zusammen mit Zinkspat schmelzen musste, um Messing herzustellen, waren anspruchsvolle Verwendungen nicht möglich. Man beschränkte sich vornehmlich auf Schmuck, Kult- und Kunstgegenstände. Dieser Anwendungsbereich nebst anderen sind dem Messing bis ins 21. Jahrhundert vornehmlich für die goldfarbigen Legierungen geblieben, also Griffe und Beschläge, auch wegen deren oligodynamisch-bakterizider Eigenschaften.
Die Einsatzmöglichkeiten von Messing sind vielfältig, und dies gilt vor allem unter Berücksichtigung der sich durch ihren Zinkgehalt und damit die Phasenbildung voneinander unterscheidenden Guss- und Knetlegierungen, von Sondermessingen hier ganz abgesehen.
Technische Bedeutung hat Messing dort, wo gleichzeitig gute elektrische Leitfähigkeit und mechanische Stabilität wichtig sind. Antennen und Hohlleiter werden aus Messing gefertigt. Für Steckverbinder finden Pins aus Messingdraht Verwendung. Dazu können auch Messingdrähte mit galvanisierter Oberfläche eingesetzt werden. Gängige Qualitäten im Drahtsektor sind CuZn2, CuZn15, CuZn30, CuZn37.
Aus  Guss-Legierungen mit Massenanteilen von 39 % Zink, 3 % Blei, Rest Kupfer, dem sogenannten Armaturenmessing, werden in der Sanitärinstallation endkonturnahe Armaturen und Formstücke hergestellt; wegen der guten Zerspanbarkeit wird es dem sonst aus Knetmaterial hervorgehenden Automatenmessing zugeordnet. Die gegenüber einem reinen Alpha-Messing geringere Korrosionsfestigkeit, selbst gegenüber chloridfreiem Leitungswasser, nimmt man dabei in Kauf.
Messinglegierungen zählen auch zu den für Lager geeigneten Werkstoffen. Verwendet werden die zinkreichen Legierungen CuZn37Al1 und CuZn40Al2, also mit 1 bzw. 2 % Aluminiumgehalt.
Hochfeste Messinglegierungen mit Massenanteilen von mehr als 32,5 % Zink und resultierender Ausbildung einer Betaphase können als gegossene Propeller für Sportboote in Süßwasser verwendet werden. Für Seewasser ist dieses Material wegen Korrosion nicht geeignet.
Vielfältig eingesetzt werden in reiner Alphaphase erstarrende Messing-Knetlegierungen mit max. 58 Teilen Kupfer, Rest Zink einschließlich zwei Prozent Blei. Die Einsatzmöglichkeiten für Guss- wie Knetlegierungen erweitern sich erheblich, wenn außer 1–2 % Blei noch weitere Elemente legiert werden. Insbesondere Aluminium (erhöhte Verschleißfestigkeit) und gegebenenfalls zusätzliche 5 % Nickel (Schiffspropeller) erweitern den Einsatzbereich von Messingen erheblich. Auch Silizium und Mangan zählen hierzu.
Zinkhaltige Schweißzusätze mit Zusätzen an Silizium, Silber oder Zinn werden (außer für das MIG-Schweißen, das zinkfreie Legierungen verlangt) empfohlen (s. DIN 1733). Der Bleianteil sollte ein Prozent nicht übersteigen.
Problematisch ist der Zusatz von Aluminium wegen dessen leichter Oxidierbarkeit, die zu Oxideinschlüssen im Guss führt. Eine dem vorbeugende Schmelzebehandlung ist daher unerlässlich.
Messing mit einem Zinkgehalt von 30 % und der daraus resultierenden guten Kaltverformbarkeit wird zur Fertigung von Patronenhülsen verwendet.
Messing gibt über die Oberfläche kleine Mengen von Kupferionen ab, die desinfizierend wirken. Das wird auch als Selbst-Desinfektion oder Oligodynamie bezeichnet. Messing-Türgriffe, -Türplatten und -Lichtschalter werden teilweise in Krankenhäusern etc. zur Bekämpfung von Krankenhauskeimen eingesetzt. Auch Viren werden innerhalb von Stunden inaktiv.

## Vorsichtsmaßnahmen
Beim Schmelzen von Messing kommt es schon ab 900 °C, also nahe der Gießtemperatur, zum Entweichen von Zinkdampf, der an der Luft sofort zu Zinkoxid reagiert, das einen weißen Rauch bildet. Beim Einatmen kommt es zu Reizungen, Müdigkeit und Fieber – zu dem unter Gießern bekannten und gefürchteten Gießfieber oder Zinkfieber. Siehe auch Metalldampffieber. Es handelt sich um eine akute Giftwirkung – Langzeitschäden sind nicht bekannt.

### Allgemeines
- Kupfer-Zink-Legierungen (Messing und Sondermessing). 3. Auflage. Deutsches Kupferinstitut, Düsseldorf 2007 (kupfer.de [PDF; 1,8 MB; abgerufen am 19. Februar 2023]).
- Informationsdruck i5, Kupfer-Zink-Legierungen, Messing und Sondermessing. (DKI Schriftenreihe) Düsseldorf, ohne Jahrgang.
- Lexikon der Metalltechnik, Handbuch für alle Gewerbetreibenden und Künstler auf metallurgischem Gebiete. redigiert von Josef Bersch, A. Hartlebens Verlag, Wien/Budapest/Leipzig, ohne Jahrgang. Speziell Abschnitt Messing auf S. 390 f.
- Guss aus Kupferlegierungen. Schiele und Schön, Berlin 1986, ISBN 3-7949-0444-3 (englisch: Casting copper base alloys. Übersetzt von Ernst Brunhuber).
- Carl Johann Bernhard Karsten: System der Metallurgie: geschichtlich, statistisch, theoretisch und technisch. Band 4. G. Reimer, Berlin 1831 (eingeschränkte Vorschau in der Google-Buchsuche).

### Zur historischen Technologie und Kunstgeschichte
- Rudolf Arthur Peltzer: Geschichte der Messingindustrie und der künstlerischen Arbeiten in Messing (Dinanderies) in Aachen und den Ländern zwischen Maas und Rhein von der Römerzeit bis zur Gegenwart. In: Zeitschrift des Aachener Geschichtsvereins. Band 30, 1908, S. 235–463.
- Jean Squilbeck: Dinanderie. Ausstellungskatalog. In: Rhein und Maas – Kunst und Kultur 800–1400. Museum Schnütgen, Köln 1972, DNB 720285240, S. 67–72.
- Hermann P. Lockner: Nürnberger Aquamanilen und Kannen aus Messing. Gußarbeiten des 15. und 16. Jahrhunderts ohne Marken. In: Kunst und Antiquitäten. Band V/81, S. 29–35.
- Hermann P. Lockner: Messing – Ein Handbuch über Messinggerät des 15.-17. Jahrhunderts. Klinkhardt und Biermann, München 1982, ISBN 3-7814-0201-0.
- Otto Baumgärtel: Bildquellen für altes Messinggerät. In: Kunst und Antiquitäten. Band IV/83, S. 36–43.
- Anna-Elisabeth Theuerkauff-Liederwald: Mittelalterliche Bronze- und Messinggefäße: Eimer, Kannen, Lavabogefäße (= Bronzegeräte des Mittelalters. Band 4). Deutscher Verlag für Kunstwissenschaft, Berlin 1988, ISBN 3-87157-099-0, S. 11–25.
- Thomas Dexel: Gebrauchsgerättypen. Das Metallgerät Mitteleuropas vom Spätmittelalter bis ins 19. Jahrhundert. Klinkhardt und Biermann, München 1981, ISBN 3-7814-0157-X.